# Competição profissional de Super Smash Bros.
A competição professional de Super Smash Bros. envolve jogadores profissionais se enfrentando nas fases da franquia Smash Bros, que são jogos de luta crossover, desenvolvidos pela Nintendo. O Smash competitivo teve início em 2002, com diversos torneios do jogo Super Smash Bros. Melee, segundo jogo da série, que foi lançado em 2001 para o console Nintendo Game Cube. Ao passar dos anos, começaram a surgir torneios dos outros jogos da franquia. O primeiro jogo foi Super Smash Bros. lançado para o Nintendo 64 em 1999; o terceiro, Super Smash Bros. Brawl lançando para o Wii em 2008; o quarto, Super Smash Bros. for Nintendo 3DS and Wii U em 2014 e o quinto, Super Smash Bros. Ultimate para o Nintendo Switch em 2018.
Alguns dos torneios de Smash considerados supermajors (de alta expressão e onde os melhores jogadores participam) são o Apex, a CEO, o  The Big House, o Genesis, o DreamHack e a Evolution Championship Series (EVO), considerada a maior competição de jogos de luta. De 2004 a 2006, a Major League Gaming (MLG) incluiu Melee em seu Pro Circuit, e depois patrocinou a MLG Smash Series em 2007. Em 2010, a MLG incluiu Brawl no Pro Circuit, porém o jogo não foi tão ppopular quanto seu antecessor Melee, sendo logo removido no ano seguinte. Os torneios MLG Anaheim 2014 e MLG World Finals 2015 contaram com eventos de Melee e Smash 4 (Wii U). A cena competitiva de Smash é composta por uma comunidade de origem comunitária (grassroots) que apoia a competição dos jogos organizando torneios de médio e pequeno porte espalhados por todo o mundo. 
Diversos dos jogadores considerados top players são patrocinados por organizações de eSports, e os melhores fazem da competição profissional da série seu principal ganha-pão.

## História
Os primeiros torneios divulgados de Super Smash Bros. Melee aconteceram no início de 2002 com a serie Tournament Go. Nos primeiros torneios haviam discussões em relação a regras oficiais que seriam usadas, mas o organizador do Tournament Go, Matt "MattDeezie" Dahlgren, criou um conjunto de regras que se tornaria semelhante ao que é utilizado na atualidade. No dia primeiro de março de 2003, a International Video Game Federation realizou o primeiro torneio de Super Smash Bros. patrocinado por uma empresa, o IVGF Northwest Regionals, vencido por Jeremy "Recipherus" Fremlin. De 2004 a 2006 a MLG patrocinou Melee em seu Pro Circuit.
Por causa da presença na MLG, o periodo entre 2003 e 2006 foi a chamada época de ouro do Melee. Ken Hoang foi considerado o melhor jogador dessa época, o que lhe rendeu o apelido “The King of Smash.” Junto de Ken, Christopher "Azen" McMullen, Daniel "ChuDat" Rodriguez, Joel Isai "Isai" Alvarado, Christopher "PC Chris" Szygiel, Daniel "KoreanDJ" Jung e Jason "Mew2King" Zimmerman eram considerados os melhores jogadores naquela época. Mesmo após a remoção do Melee do rol de jogos do Pro Circuit em 2007, a MLG continuou a patrocinar diversos torneios do 2007 Smash Series, considerado mais underground, durante mais um ano.
Em 2010 a MLG incluiu o Brawl no Pro Circuit. Nesse periodo, a Nintendo proibiu a MLG de fazer live streams de partidas de Brawl. Melee, mesmo fazendo 13 anos de seu lançamento, voltou a ter um torneio na MLG no MLG Anaheim 2014. Melee também foi incluido na EVO 2017, torneio de jogos de luta sediado em Las Vegas. Brawl substituiu Melee na EVO de 2008, mas houve diversas críticas pela inclusão de itens no torneio. A cena competitiva de Smash diminuiu em 2009 devido a mais críticas feitas ás mecanicas do Brawl. O periodo de 2012 até 2013 foi a chamada idade das trevas do Smash devido ao declínio temporário de Melee e depois do Brawl. Após essa era, a EVO 2013 iniciou a volta da cena competitiva, dando início a "Era de Platina," também conhecida como a "Era dos Cinco Deuses."
Em junho de 2014 a Nintendo realizou um torneio de exibição de Super Smash Bros. for Wii U na E3 2014. O SmashBoards estimou que em 2014 ocorreram cerca de 3.242 eventos mundiais com jogos da serie Smash.
O Apex 2015 foi o maior torneio de Smash na história até a EVO 2015 e incluiu torneios de todas as iterações oficiais do jogo. Apesar do sucesso do Apex 2015, o evento foi alvo de controvérsia e sofreu criticas por problemas estruturais, sendoo descontinuado. Houve uma pequena revitalização para o Apex de 2016, mas acabou por ter uma escala muito menor e sem presença inter-regional.
Na atualidade - a Era de Platina - os melhores jogadores de Melee, coloquialmente conhecidos como os “Five Gods” (Cinco Deuses), são Jason Mew2King, Joseph “Mango” Marquez, Kevin “PPMD” Nanney (previamente conhecido como Dr.PeePee), Adam “Armada” Lindgren e Juan “Hungrybox” Debiedma. Porém, recentemente, William “Leffen” Hjelte quebrou a "barreira" dos cinco deuses que havia permanecido em pé por muitos anos. Hoje em dia ele é considerado universalmente como sendo de um nível comparável ao dos deuses, recebendo assim o título de “God Slayer” (O Matador de deuses). Ademais, o fato inédito de ter vencido todos os deuses, solidificou a ideia de que ele próprio merecia estar incluido entre eles. Por isso, se formou o chamado Big Six (O Grande Sexteto). Desde então, Justin “Plup” McGrath já venceu todos os Grandes Seis, assim terminando a Era dos Cinco Deuses, de forma não oficial. Plup também foi o primeiro jogador além do Sexteto a vencer um set contra Armada em um torneio, o que aconteceu no The Big House 7.

## Outros Jogos
Os outros jogos da franquia também têm ou tiveram cenas competitivas consideráveis. Os melhores jogadores de Super Smash Bros. Brawl são Ally, Mew2King e Nairoby "Nairo" Quezada. Daniel "SuPeRbOoMfAn" Hoyt é considerado o melhor jogador de Super Smash Bros. ativo, no entanto Isai "Isaiah" Alvarado é amplamente considerado o melhor de todos os tempos. Gonzalo "ZeRo" Barrios é considerado o melhor jogador de Wii U, outros jogadores notáveis são Samuel "Dabuz" Buzby, Ramin "Mr. R" Dalshad, Nairoby "Nairo" Quezada, Elliot "Ally" Caroza e Leonardo "MKLeo" Perez. A EVO 2016 teve a maior presença de participantes da série Smash, com 2.662 inscritos.

## Status
Partidas competitivas podem ser entre dois jogadores, chamadas de "singles" (1x1), ou entre duas duplas se forem partidas na modalidade chamada "doubles" (2x2). Nesse outro tipo de partida, é permitido o empréstimo de stocks (vidas) entre jogadores do mesmo time. Também é ativado o fogo amigo, para que seja possível causar dano na sua própria dupla. Isso é para manter a competição justa, porque certas combinações de personagens podem ser consideradas desbalanceadas. Isso também melhora as chances de um jogador que se encontre sozinho após o parceiro ter sido eliminado da partida, além de aumentar o leque de estratégias, por exemplo, alguns personagens podem absorver ataques para se curar, ou carregar um ataque para uso futuro. Com o fogo amigo é possível que um aliado ajude o outro a voltar para a fase após ser arremessado para longe. Isso se dá porque de 26 personagens, 24 têm um ataque que os ajuda a voltar para o terreno, chamado de "recovery". mas que só pode ser usado no ar uma vez antes do personagem entrar no estado de "free fall" (onde o jogador pode apenas optar por cair rápido ou devagar e escolher se vai tender para a esquerda ou para a direita), e a única outra forma dele poder usar o seu movimento de "recovery" de novo, seria sefosse atingido por algum ataque com "hitstun" (que é a capacidade do golpe de travar o personagem por uns instantes). O mesmo pode ser feito com a personagem Jigglypuff após ela usar seu golpe Rest, que a põem para dormir até que se passem 2 segundos ou que seja atingida por um golpe com hitstun. Assim, da mesma forma que um aliado poderia usar um golpe fraco na sua dupla para lhe devolver o seu recovery, isso pode ser feito com Jigglypuff para que ela possa fugir antes dela tomar um golpe mais perigoso.
O jogador Mew2King, com vasto conhecimento das mecânicas e dados do jogo, descobriu que quem for o "player 1", ou quem estiver mais próximo da primeira entrada de controle, tem prioridade em algumas situações raras de coincidências de movimentos nos mesmos quadros (frames). Além disso, o jogador que estiver mais perto da entrada do controle 4 terá a vantagem de poder agir um quadro antes do normal após acertar um grab e executar um arremesso. Normalmente, as entradas de controle também decidem onde cada personagem irá surgir no início da partida, mas isso pode ser anulado se qualquer um dos oponentes pedir que os dois se posicionem em lados opostos da fase e façam uma contagem regressiva antes de começarem a lutar, isso é referido como pedir um "Neutral Start".
Os desenvolvedores de Melee já criticaram a cultura da cena competitiva do jogo mais de uma vez. Inclusive, o próprio Masahiro Sakurai, criador da franquia e um dos designers principais dos jogos, expressou desgosto em relação à tamanha distância entre os níveis de habilidade dos jogadores casuais quando comparados aos competitivos. Antes da EVO de 2013, a Nintendo of America mandou uma carta de cease and desist para impedir o evento de fazer live stream de partidas de Melee, mas depois de enfrentar uma imensa reação pública negativa, permitiu que o fizessem.
Para a próxima iteração após Melee, a filosofia de Sakurai foi que o jogo fosse mais acessível. Dessa forma, o terceiro Smash acabou sendo menos interessante para jogadores profissionais, devido ao sentimento de que ele era mais raso em termos de complexidade e técnicas competitivas. Em resposta, alguns jogadores usaram um defeito explorável no sistema de save do cartão SD do Wii para criar um mod do jogo, intitulado Project M, com a intenção de deixar Brawl mais parecido com Melee em termos de gameplay e física de ambiente. Ao mesmo tempo, um outro mod chamado Brawl- foi desenvolvido seguindo a intenção dos desenvolvedores de deixar todo personagem mais equilibrado em quesito de força. Também surgiu o Brawl+, mod criado como uma tentativa de balancear o jogo original com a cena competitiva em mente, focando em equilibrar o Meta Knight, persongem que é amplamente considerado o mais injusto de qualquer Smash.
Na produção do quarto jogo, Super Smash Bros. for Nintendo 3DS and Wii U, Sakurai teve a intenção de que ele fosse atraente tanto para jogadores competitivos quanto casuais. Ele já declarou que a sua visão em relação à velocidade e o ritmo do jogo era um meio termo entre o Melee e o Brawl. Entretanto, muitos jogadores profissionais criticaram o quarto jogo por parecer bem mais com Brawl do que com o bem sucedido Melee.
A cena competitive de Smash Bros. foi retratada em um documentário de 2013 feito por Travis Beauchamp através de crowd funding intitulado The Smash Brothers. O filme detalhou a história da cena competitive e desenhou o perfil de sete jogadores profissionais de Melee, incluindo Hoang, considerado o melhor do mundo por muitos anos, e o vencedor da EVO 2013, Joseph "Mango". Os outros cinco jogadores clássicos mencionados foram Christopher "Azen" McMullen, Jason "Mew2King" Zimmerman, Isai "Isaiah" Alvarado, Chris "PC Chris" Szygiel e Daniel "KoreanDJ" Jung.
Super Smash Bros. for Wii U trouxe um modo de 8 jogadores, assim possibilitando triples e quadruples (batalhas entre trios e quartetos), porém essas modalidades não são populares no âmbito competitivo.
Em alguns conjuntos de regras de torneios de Brawl, Meta Knight ou é banido de algumas fases, ou é completamente banido do torneio.

## Smashboards
Smashboards (Conhecido originalmente como Smash World Forums) é um fórum online focado nos jogos da série "Smash". A comunidade conversa sobre técnicas, notícias, conjuntos de regras, teorias de vários tipos, personalidades da cena, etc, de todas as versões da série. O fórum também é usado para divulgar informações sobre torneios, rankings e lista de personagens viáveis (as chamadas tier lists).
Smashboards começou em 2002, criado por Ricky "Gideon" Tilton in Pennsylvania para o seu jogo favorito, mas sem saber que o site se tornaria uma das maiores comunidades independentes de jogos eletrônicos no mundo. At Setembro 28, 2008 Major League Gaming acquired Smashboards.com. On Novembro 27, 2012, moderator Chris "AlphaZealot" Brown purchased Smashboards from Major League Gaming.

## Meme do Wombo Combo
"Wombo Combo" é um meme da internet proveniente de uma partida de doubles de Melee de dezembro de 2008. Na partida, o jogador Julian Zhu estava sozinho contra dois oponentes. No momento em que ele perde sua penúltima stock e depois resurge na fase, seus dois algozes começam a se posicionar perfeitamente efetuando uma série de golpes alternados de forma que Zhu não é capaz de esboçar uma reação, terminando por ser arremessado para fora da fase, perdendo o jogo. A reação dos comentaristas da partida, no caso, Joseph Mang0 e Brandon "HomeMadeWaffles", é exclamar: "Happy Feet. Wombo Combo… That ain't Falco!" "Where you at?! Where you at?! Oh my god! Get your ass whopped!" - vibrando e berrando exasperadamente junto com a torcida presente no local. O termo "Wombo Combo" passou a ser usado em outros esportes eletrônicos, como League of Legends e Dota, quando uma combinação de equipe é executada perfeitamente. O meme, com mais de 15 milhões de visualizações no YouTube, costuma ser uma das portas de entrada pela qual muitos passam a conhecer e/ou se interessar pela cena competitiva de Super Smash Bros. O meme é o assunto de um mini documentário e uma referência a ele pode ser vista no jogo Meme Run.

## Rankings

### "Power Rankings" de Melee de 2016
O SSBMRank de 2016  é um ranking dos 101 melhores jogadores de Melee baseado em uma compilação de resultados de torneios daquele ano, realizada pelo Melee it on Me e publicada no site de esports da Red Bull.
| 2016 SSBMRank | 2016 SSBMRank      | 2016 SSBMRank | 2016 SSBMRank | 2016 SSBMRank                              | 2016 SSBMRank                 | 2016 SSBMRank | 2016 SSBMRank | 2016 SSBMRank |
| #             | Jogador            | "Tag"         | "Main(s)"     | Secundários                                | Time                          | Região        | Pontuação     | Movimento†    |
| ------------- | ------------------ | ------------- | ------------- | ------------------------------------------ | ----------------------------- | ------------- | ------------- | ------------- |
| 1             | Adam Lindgren      | Armada        | Fox, Peach    | –                                          | Alliance                      | Sweden        | 10.000        | Estável       |
| 2             | Juan Debiedma      | Hungrybox     | Jigglypuff    | –                                          | Team Liquid                   | Florida       | 9.892         | Estável       |
| 3             | Joseph Marquez     | Mango         | Fox, Falco    | Captain Falcon, Jigglypuff, Mario          | Cloud9                        | SoCal         | 9.781         | 1             |
| 4             | Jason Zimmerman    | Mew2King      | Sheik, Marth  | Fox, Jigglypuff, Peach, Mewtwo, Pichu, Roy | Echo Fox Most Valuable Gaming | Florida       | 9.643         | 1             |
| 5             | William Hjelte     | Leffen        | Fox           | –                                          | Team SoloMid Red Bull         | Sweden        | 9.576         | 2             |
| 6             | Justin McGrath     | Plup          | Sheik         | Samus, Fox                                 | Panda Global                  | Florida       | 9.379         | 1             |
| 7             | Zac Cordoni        | SFAT          | Fox           | –                                          | Counter Logic Gaming          | NorCal        | 9.219         | 6             |
| 8             | Weston Dennis      | Westballz     | Falco         | Fox, Captain Falcon, Donkey Kong           | G2 Esports                    | SoCal         | 9.031         | Estável       |
| 9             | Jeffrey Williamson | Axe           | Pikachu       | Young Link, Falco                          | Tempo Storm                   | Arizona       | 8.969         | Estável       |
| 10            | DaJuan McDaniel    | Shroomed      | Sheik         | Marth, Dr. Mario                           | Immortals                     | NorCal        | 8.917         | Estável       |

Predefinição:WebSlice-end
†Change since the 2015 SSBMRank

### "Power Rankings" de WiiU de Janeiro a Junho de 2017
Essas colocações são baseadas nos Panda Global Rankings (PGR). O X-factor de um jogador é a media dos rankings de um grupo seleto de panelistas em relação aos rankings  baseados em dados não-objetivos da PGR.
| Rankings de Janeiro – Junho de 2017 | Rankings de Janeiro – Junho de 2017 | Rankings de Janeiro – Junho de 2017 | Rankings de Janeiro – Junho de 2017 | Rankings de Janeiro – Junho de 2017 | Rankings de Janeiro – Junho de 2017 | Rankings de Janeiro – Junho de 2017 | Rankings de Janeiro – Junho de 2017 |
| #                                   | Jogador                             | "Tag"                               | "Main(s)"                           | Secundários                         | Time                                | Região                              | X-Factor                            |
| ----------------------------------- | ----------------------------------- | ----------------------------------- | ----------------------------------- | ----------------------------------- | ----------------------------------- | ----------------------------------- | ----------------------------------- |
| 1                                   | Gonzalo Barrios                     | ZeRo                                | Diddy Kong                          | Lucina, Sheik                       | Team SoloMid                        | Midwest                             | Estável                             |
| 2                                   | Leonardo Lopez Perez                | MKLeo                               | Marth, Cloud                        | Meta Knight                         | Echo Fox                            | Mexico                              | 1                                   |
| 3                                   | Nairoby Quezada                     | Nairo                               | Zero Suit Samus                     | Bowser, Lucina                      | NRG eSports                         | Tristate                            | 2                                   |
| 4                                   | Samuel Buzby                        | Dabuz                               | Rosalina & Luma                     | Olimar                              | Renegades                           | Tristate                            | Estável                             |
| 5                                   | Elliot Carroza-Oyarce               | Ally                                | Mario                               | –                                   | Cloud9                              | Canada                              | 3                                   |
| 6                                   | Larry Holland                       | Larry Lurr                          | Fox                                 | Donkey Kong                         | Misfits                             | SoCal                               | 1                                   |
| 7                                   | Zack Lauth                          | CaptainZack                         | Bayonetta                           | Peach, Wii Fit Trainer              | Phoenix1                            | Southeast                           | 6                                   |
| 8                                   | Rei Furukawa                        | komorikiri                          | Cloud                               | Sonic, Marth                        | 2GGaming                            | Kansai                              | Estável                             |
| 9                                   | Ramin Delshad                       | Mr. R                               | Sheik                               | Cloud                               | –                                   | Netherlands                         | 3                                   |
| 10                                  | Yuta Kawamura                       | Abadango                            | Mewtwo                              | Meta Knight, Bayonetta              | Luminosity Gaming                   | Kantō                               | 4                                   |

Predefinição:WebSlice-end

### Power Rankings deSSB64de 2016
A 2016 SSB64 League Rankings lista os melhores jogadores de 64 do mundo em 2016 e foi compilada pela SSB64 Central. Foram votados por jogadores de Smash 64, organizadores de torneios e membros da comunidade. Os Panelistas usaram os resultados dos torneios GENESIS 3, Super Smash Con, SuperBoomed, Boss Battle 2, SNOSA II, Pound 2016, ODS II, and GOML 2016 para determiner os rankings. This is the first official rankings for this game.
| 2016 SSB64 League Rankings | 2016 SSB64 League Rankings | 2016 SSB64 League Rankings | 2016 SSB64 League Rankings | 2016 SSB64 League Rankings | 2016 SSB64 League Rankings               | 2016 SSB64 League Rankings | 2016 SSB64 League Rankings |
| #                          | Jogador                    | "Tag"                      | "Main(s)"                  | Secundários                | Time                                     | Região                     | Pontuação                  |
| -------------------------- | -------------------------- | -------------------------- | -------------------------- | -------------------------- | ---------------------------------------- | -------------------------- | -------------------------- |
| 1                          | –                          | wario                      | Pikachu                    | –                          | –                                        | Japan                      | 9.98                       |
| 2                          | Daniel Hoyt                | SuPeRbOoMfAn               | Pikachu                    | Captain Falcon, Kirby      | Panda Global                             | Canada                     | 9.91                       |
| 3                          | Isai Alvarado              | Isai                       | Pikachu                    | Fox, Donkey Kong, Mario    | –                                        | NorCal                     | 9.81                       |
| 4                          | Alvin Leon Hara            | Alvin                      | Pikachu                    | Captain Falcon             | –                                        | Peru                       | 9.74                       |
| 5                          | –                          | wangera                    | Jigglypuff                 | –                          | –                                        | Japan                      | 9.42                       |
| 6                          | Arturo Núñez Hernández     | Mariguas                   | Pikachu                    | Captain Falcon, Samus      | –                                        | Mexico                     | 9.09                       |
| 7                          | Justin Hallet              | Wizzrobe                   | Yoshi                      | –                          | –                                        | Florida                    | 9.09                       |
| 8                          | Eduardo Tovar              | tacos                      | Yoshi                      | –                          | –                                        | Mexico                     | 8.88                       |
| 9                          | Yoshua Peral Castillo      | Dext3r                     | Pikachu, Kirby             | Captain Falcon             | Prodigies of Premium Smash; Smash Factor | Mexico                     | 8.88                       |
| 10                         | Joey Speziale              | KeroKeroppi                | Pikachu, Kirby             | Captain Falcon             | Koroshiyo                                | Tristate                   | 8.86                       |

Predefinição:WebSlice-end

### Power Rankings de Brawl de 2014
O 2014 SSBBRank listou os 100 melhores jogadores de Super Smash Bros. Brawl em 2014 e foi compilada pela organização de Smash chamada CLASH Tournaments. É semelhante ao SSBMRank. Para entrar na lista, o jogador precisava ter comparecido a pelo menos um torneio Estadunidense, começando com o Apex 2013, para facilitar o julgamento das habilidades de um jogador em comparação com os outros; como resultado, alguns dos melhores jogadores, mas que não viajam para os Estados Unidos com frequência, ficaram de fora da lista. Essa foi a primeira, e última, lista oficial de rankings de Brawl.
| 2014 SSBBRank | 2014 SSBBRank         | 2014 SSBBRank | 2014 SSBBRank         | 2014 SSBBRank                           | 2014 SSBBRank                 | 2014 SSBBRank  | 2014 SSBBRank |
| #             | Jogador               | "Tag"         | "Main(s)"             | Secundários                             | Time                          | Região         | Pontuação     |
| ------------- | --------------------- | ------------- | --------------------- | --------------------------------------- | ----------------------------- | -------------- | ------------- |
| 1             | Nairoby Quezada       | Nairo         | Meta Knight           | Marth, Diddy Kong                       | NRG eSports                   | Tristate       | 9.947         |
| 1             | Yuya Araki            | 9B            | Ice Climbers          | Lucario, Snake                          | SHI-Gaming                    | Japan          | 9.947         |
| 3             | Gonzalo Barrios       | ZeRo          | Meta Knight           | Fox                                     | Team SoloMid                  | SoCal          | 9.895         |
| 4             | Ishikawa Kenta        | Otori         | Meta Knight           | –                                       | –                             | Japan          | 9.816         |
| 5             | Jason Zimmerman       | Mew2King      | Meta Knight           | King Dedede, Falco                      | Echo Fox Most Valuable Gaming | Florida        | 9.790         |
| 6             | Eric Lew              | ESAM          | Pikachu, Ice Climbers | Samus, Bowser                           | Panda Global                  | South Carolina | 9.668         |
| 7             | Wyatt Beekman         | ADHD          | Diddy Kong            | –                                       | SmashTournament               | Tristate       | 9.636         |
| 8             | Elliot Carroza-Oyarce | Ally          | Snake, Meta Knight    | Captain Falcon                          | –                             | Canada         | 9.494         |
| 9             | Vincent Cannino       | Vinnie        | Ice Climbers          | Meta Knight, R.O.B., Mr. Game and Watch | Team iQHQ                     | Tristate       | 9.358         |
| 10 ‡          | –                     | Mikeneko      | Marth                 | Meta Knight                             | –                             | Japan          | 9.297         |

Predefinição:WebSlice-end
‡Names unknown

## Referéncias
1. ↑  «How the hell is Super Smash Bros. Melee still this popular?». geek.com
2. ↑  Smith, Wynton (14 de Janeiro de 2015). «The genesis of Smash Bros.: From basements to ballrooms». ESPN. Consultado em 14 de Janeiro de 2015
3. ↑  «A Brief Overview of Competitive Melee History». Consultado em 9 de Abril de 2015. Arquivado do original em 14 de abril de 2015
4. ↑  «2004 Events». Major League Gaming. 10 de Setembro de 2006. Consultado em 14 de Dezembro de 2007. Cópia arquivada em 20 de Fevereiro de 2009
5. ↑  Magee, Kyle (2 de Maio de 2007). «Smash Series». Major League Gaming. Consultado em 9 de Abril de 2007
6. ↑  Magee, Kyle (15 de Abril de 2010). «League Speak with Sundance: Super Smash Bros. Brawl Stream». Major League Gaming. Consultado em 10 de Fevereiro de 2015
7. ↑  Andreyev, Daniel (28 de Novembro de 2014). «" Super Smash Bros. ", du jeu d'enfant au phénomène e-sport» (em francês)  – via Le Monde
8. ↑  Lindbergh, Ben (18 de Fevereiro de 2015). «Fight Club: Catching a Beating at the Super Bowl of 'Super Smash Bros.'». Grantland. ESPN. Consultado em 7 de Abril de 2015
9. ↑  Zimmerman, Jason (18 de Dezembro de 2012). «Mew2King's Melee Information and Discoveries». CLASH Tournaments. Cópia arquivada em 27 de Março de 2014
10. 1 2  Kersting, Erik (4 de Março de 2014). «Competitive Depth and Exploitation in 'Super Smash Bros. Melee'». Pop Matters
11. ↑  Cannon, Tom (9 de Julho de 2013). «Update: Smash is Back!! Changes to Evo 2013 Smash Schedule». Shoryuken. Consultado em 16 de Julho de 2013
12. ↑  Groen, Andrew (9 de Julho de 2013). «Nintendo yanks Super Smash Bros. streaming from EVO, just as quickly reverses decision». The PA Report. Consultado em 16 de Julho de 2013
13. ↑  Agosto 2014 ed. Edge Em falta ou vazio |título= (ajuda)
14. ↑  Sakurai, Masahiro. Nintendo Power (entrevista) Maio 2008 ed. p. 62 Em falta ou vazio |título= (ajuda)
15. ↑  Hernandez, Patricia (10 de Dezembro de 2013). «How To Play Project M, The Best Smash Bros. Mod Around». Kotaku. Consultado em 17 de Dezembro de 2014
16. ↑  McWhertor, Michael (14 de Junho de 2013). «New Super Smash Bros. removes tripping; game speed between Brawl and Melee». Polygon. Consultado em 17 de Dezembro de 2014
17. ↑  Pandaman. «This Is What Pro Smash Players Think Of Smash 4». kinja.com
18. ↑  Hernandez, Patricia (6 de Outubro de 2013). «A Fascinating Look At The World's Best Super Smash Bros. Players». Kotaku. Consultado em 8 de Fevereiro de 2014
19. ↑  O'Neill, Patrick Howell (6 de Outubro de 2013). «'The Smash Brothers' might be the best eSports documentary of all time». The Daily Dot. Consultado em 8 de Fevereiro de 2014. Arquivado do original em 21 de fevereiro de 2014
20. ↑  George, Richard (3 de Outubro de 2011). «Meta Knight: Banned From Super Smash Bros. Brawl». IGN
21. ↑  «Why Smash Rocks Part 2». Majorleaguegaming.com. 10 de Maio de 2005. Consultado em 27 de Outubro de 2013
22. ↑  «Major League Gaming Acquires Smashboards.com». Majorleaguegaming.com. 28 de Setembro de 2008. Consultado em 27 de outubro de 2013
23. ↑  «Smashboards Under New Management». Smashboards.com. 27 de Novembro de 2012. Consultado em 27 de Outubro de 2013
24. ↑  Hernandez, Patricia (8 de Dezembro de 2014). «Smash Bros.' Most Famous Moment, Explained». Kotaku. Consultado em 27 de Maio de 2015
25. ↑  D'Anastasio, Cecilia. «Perhaps the most notorious Super Smash Bros. combo in history—the "Wombo Combo"—has earned itself a». kotaku.com
26. ↑  Meyer, Lee (21 de Dezembro de 2014). «Mele Run». NintendoLife. Consultado em 27 de Maio de 2015
27. ↑  Daniel. «SSBMRank 2016 Comes to Red Bull eSports». redbull.com
28. ↑  «SSBMRank 2016: 1». RedBull. 13 de janeiro de 2017. Consultado em 21 de maio de 2017
29. ↑  «SSBMRank 2016: No. 2». Red Bull eSports. 13 de janeiro de 2017. Consultado em 21 de maio de 2017
30. ↑  «SSBMRank 2016: No. 3». Red Bull eSports. 13 de janeiro de 2017. Consultado em 21 de maio de 2017
31. ↑  «SSBMRank 2016: 4-6». Red Bull. 11 de janeiro de 2017. Consultado em 21 de maio de 2017
32. ↑  «#PGR Methods». panda.gg. Consultado em 23 de Junho de 2016. Arquivado do original em 22 de junho de 2016
33. ↑  Justin Banusing, Adam Braham, Dominique Moore (7 de julho de 2017). «PGRV3 #1-10 TOP SMASH BROS WII U PLAYERS IN THE WORLD». panda.gg. Consultado em 12 de setembro de 2017
34. ↑  «ssbc». ssbcentral.com
35. ↑  Chibo (9 de Dezembro de 2014). «#SSBBRank Starts Tomorrow! Here Is How It Will Work». CLASH Tournaments. Cópia arquivada em 8 de Janeiro de 2015